# Zlín Z-42
Zlín Z-42 je československý, resp. český dvoumístný sportovní a cvičný letoun. Je určen pro základní a pokračovací letecký výcvik, pro nácvik a létání akrobacie, vleky kluzáků, výcvik v přístrojovém a nočním létání.

## Vývoj
První prototyp (OK-41) stroje vzlétl 17. října 1967 s motorem M-137A o výkonu 132 kW. Poháněl dřevěnou vrtuli s pevnými listy. V roce 1968 byly vyrobeny další dva prototypy (OK-XSA a OK-XSB). V letech 1970 - 1973 bylo postaveno 48 kusů sériových strojů Z-42, z nichž polovina byla vyvezena do tehdejší NDR. 
Poté byly některé z těchto letounů při generálních opravách modernizovány, s novou vrtulí V-503A a změněným kýlem, protaženým ze svislé ocasní plochy do hřbetu trupu, dostaly označení Z-42MU. Vedle dodatečně upravených letounů bylo v roce 1974 vyrobeno v Moravanu Otrokovice 11 nových letounů této verze. Vedle organizace Svazarm byly Z-42MU zakoupeny také NDR a BLR.
V listopadu 1972 byl zalétán první letoun Z-42M, který byl do roku 1980 postaven v počtu 131 ks. Do draku stroje byla instalována pohonná jednotka M-137AZ s protiprachovým filtrem před vstupem vzduchu do sacího potrubí. Trup letadla byl zevnitř vyztužen. Z-42M byl exportován do MLR, NDR a PLR.
Roku 1971 byl přestavěn druhý prototyp Z-42 zabudováním amerického plochého motoru Lycoming AIO-320-B1B o výkonu 118 kW s vrtulí Hartzel, který dostal označení Z-42L (imatrikulace OK-YSA). „Elko“, zalétané 10. srpna 1971, zůstalo pouze v prototypu.
27. prosince 1978 zalétal šéfpilot Z. Polášek prototyp modernizovaného letounu Z-142 (OK-078), který měl motor M-337AK o výkonu 154 kW s vrtulí V-500A. Kromě toho došlo k modernizaci dalších součástí letounu. Výrazná je změna krytu kabiny, který se odsouvá kupředu jako celek od úrovně opěradel obou sedadel. Letouny řady Z-42 našly své uplatnění nejen v tehdejším Československu, ale i v zahraničí.
Příbuzným letounem řady 40 je Zlín Z-43 s prodlouženou příhradovou střední částí trupu se čtyřmístnou kabinou. Letoun se zvětšeným rozpětím vodorovné ocasní plochy a centroplánu pohání motor M-337A. První let prototypu Z-43 (OK-XKN) proběhl 10. prosince 1968, kterého následoval druhý prototyp (OK-YKN), experimentálně vybavený třílistou vrtulí V-506. K tradičním odběratelům z řad států RVHP se připojila tehdejší NSR.
V roce 1973 proběhla přestavba prvního prototypu Z-43 na sanitní verzi Z-43S (OK-076). Kryt kabiny byl upraven pro možnost vsunutí nosítek s pacientem. Stroj zalétaný v roce 1974 zůstal ve fázi prototypu.
Na úspěšnou řadu Z-42/43 navázala v roce 1979 výroba varianty Z-142C, od roku 1992 pak Z-242L.

## Varianty
Z-42 První verze, motor M-137A, 132 kW, 1970–1973, 48 ks
Z-42M 1973 - 1980, motor M-137A, 132 kW, 131 ks
Z-42MU Přestavba několika na Z-42 na Z-42M
Z-42L  Motor Lycoming AIO-320, 118 kW, 1971, 1ks
Z-142 Motor M 337, 157 kW, 1979–1992?, přes 300 ks
Z-242 L Guru Motor Lycoming IO-360, 149 kW, od 1992, přes 125 ks

## Specifikace (Z-42M)

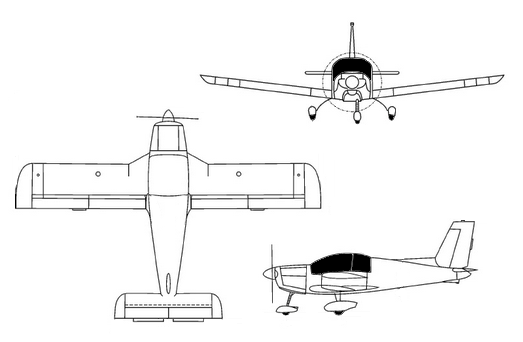
Třípohledový nákres Z-242

Údaje podle

### Technické údaje
- Osádka: 2
- Rozpětí: 9,11 m
- Délka: 7,05 m
- Výška: 2,69 m
- Plocha křídla: 13,15 m²
- Plošné zatížení: 74 kg/m²
- Hmotnost prázdného letounu: 645 kg
- Maximální vzletová hmotnost: 970 kg
- Pohonná jednotka: 1 × Avia M137AZ
- Výkon pohonné jednotky: (154 kW/210 k)
- Objem palivových nádrží: 130 l

### Výkony
- Maximální rychlost: 226 km/h
- Cestovní rychlost: 215 km/h
- Stoupavost: 5,22 m/s
- Praktický dostup: 4250 m
- Dolet: 530 km

## Fotogalerie

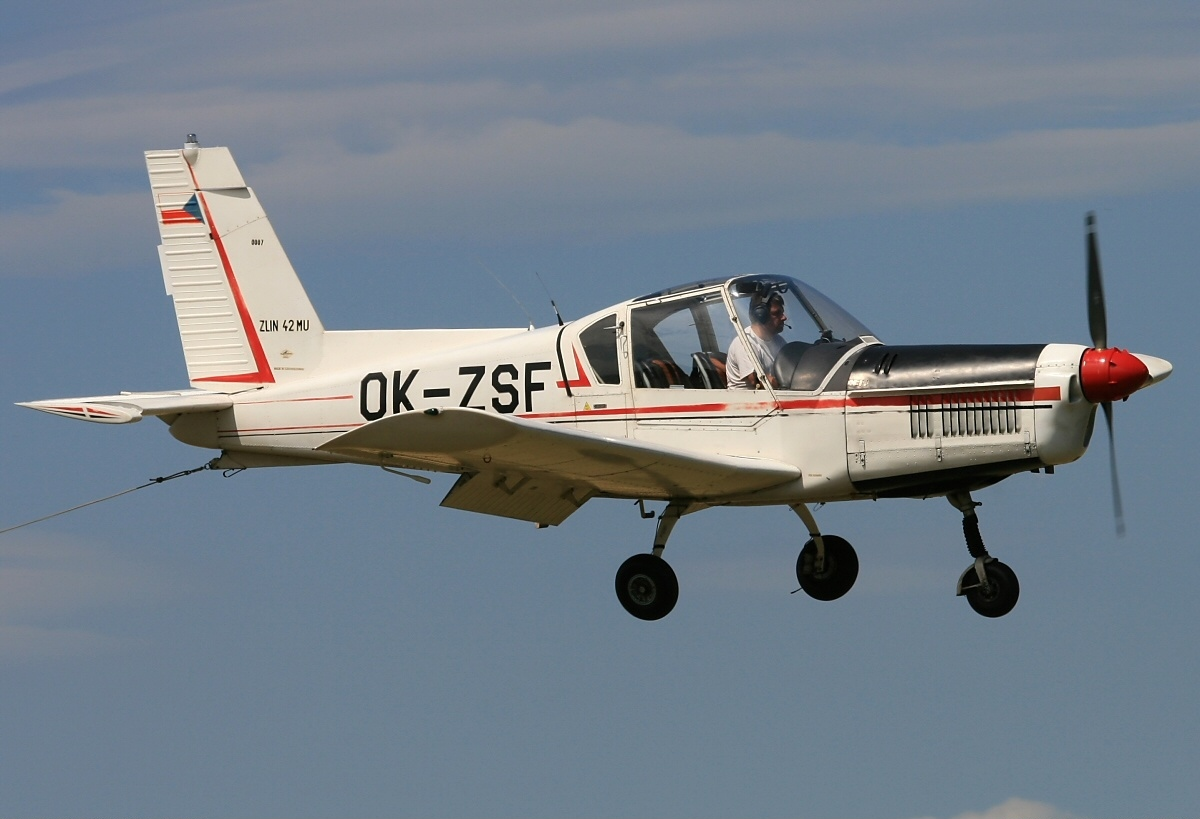
Zlín Z-42MU
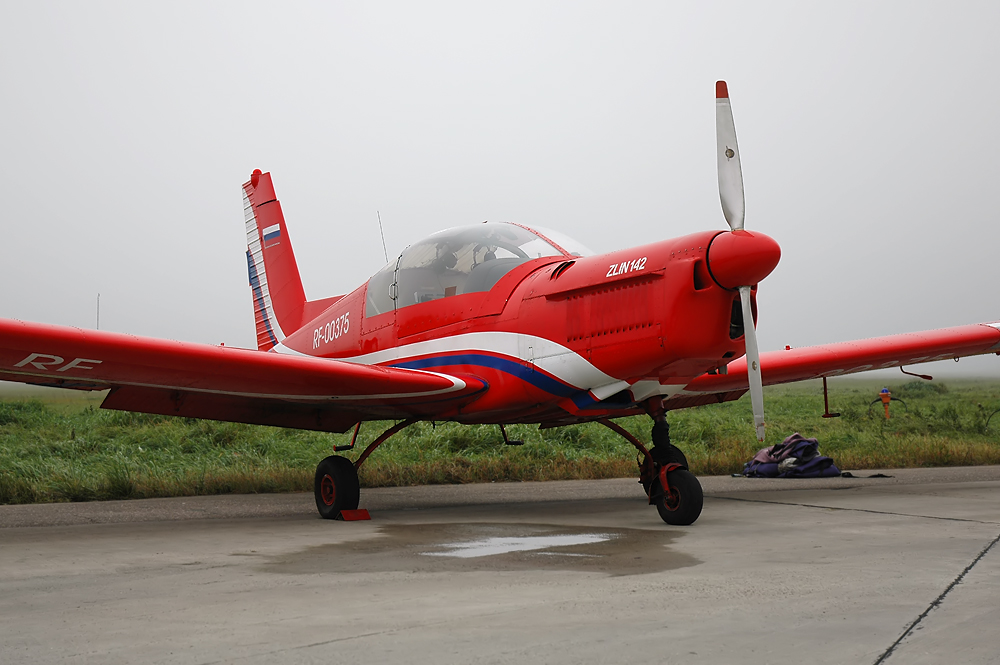
Zlín Z-142
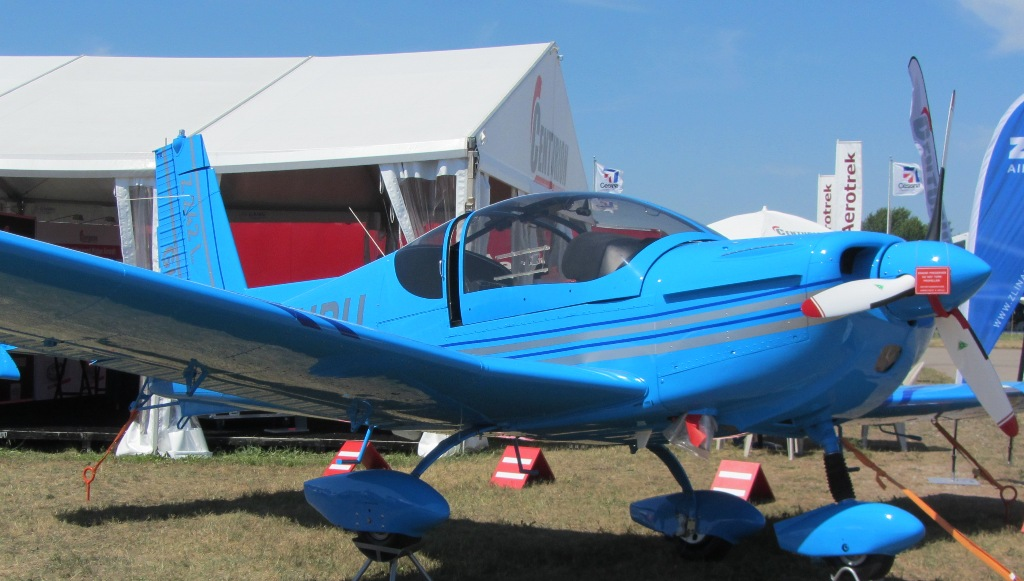
Zlín Z-242 L
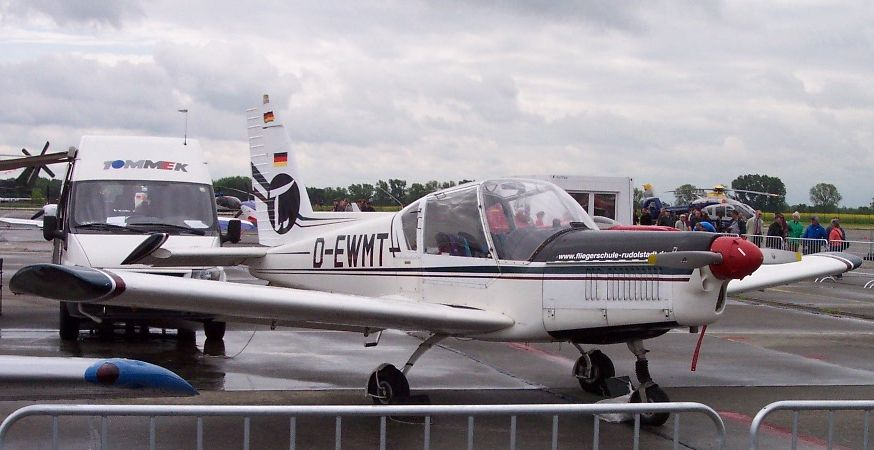
Z-42M D-EWMT
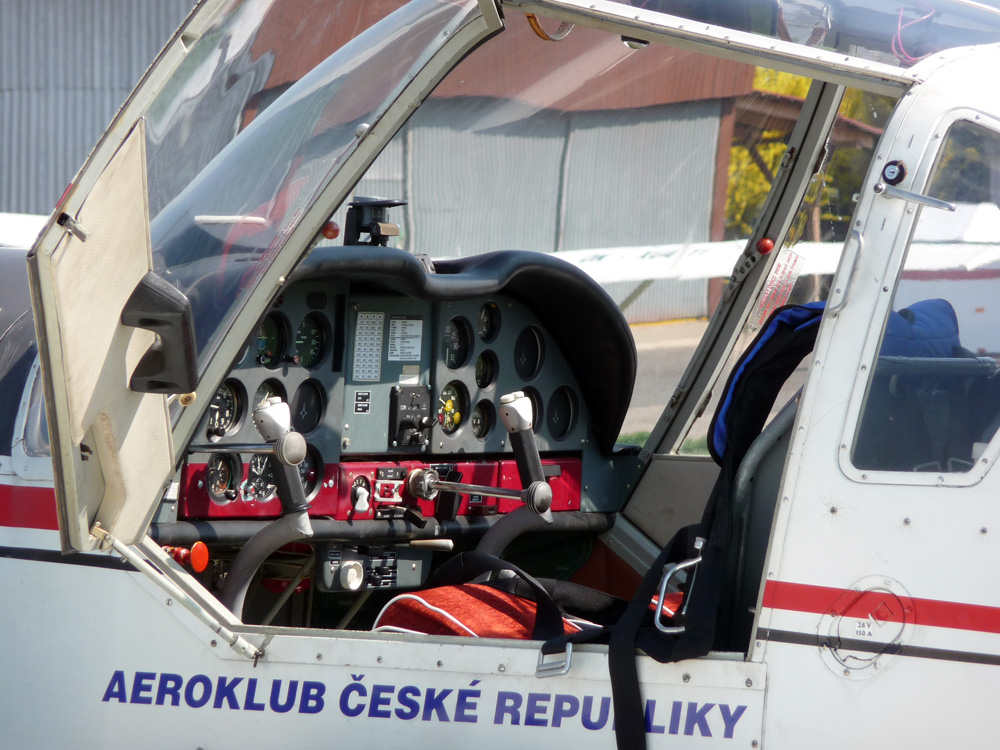
Kokpit Z-42M OK-JSB
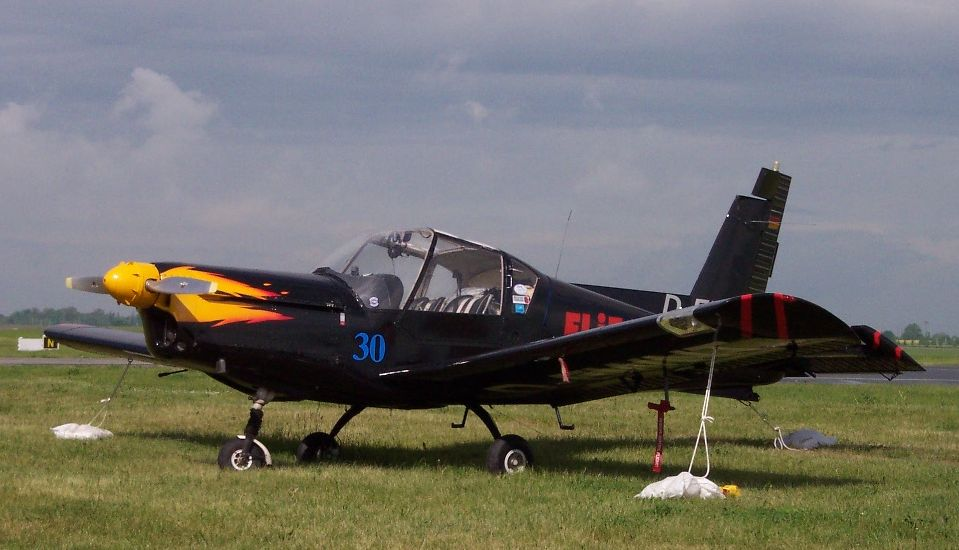
Z-42M D-EWNT
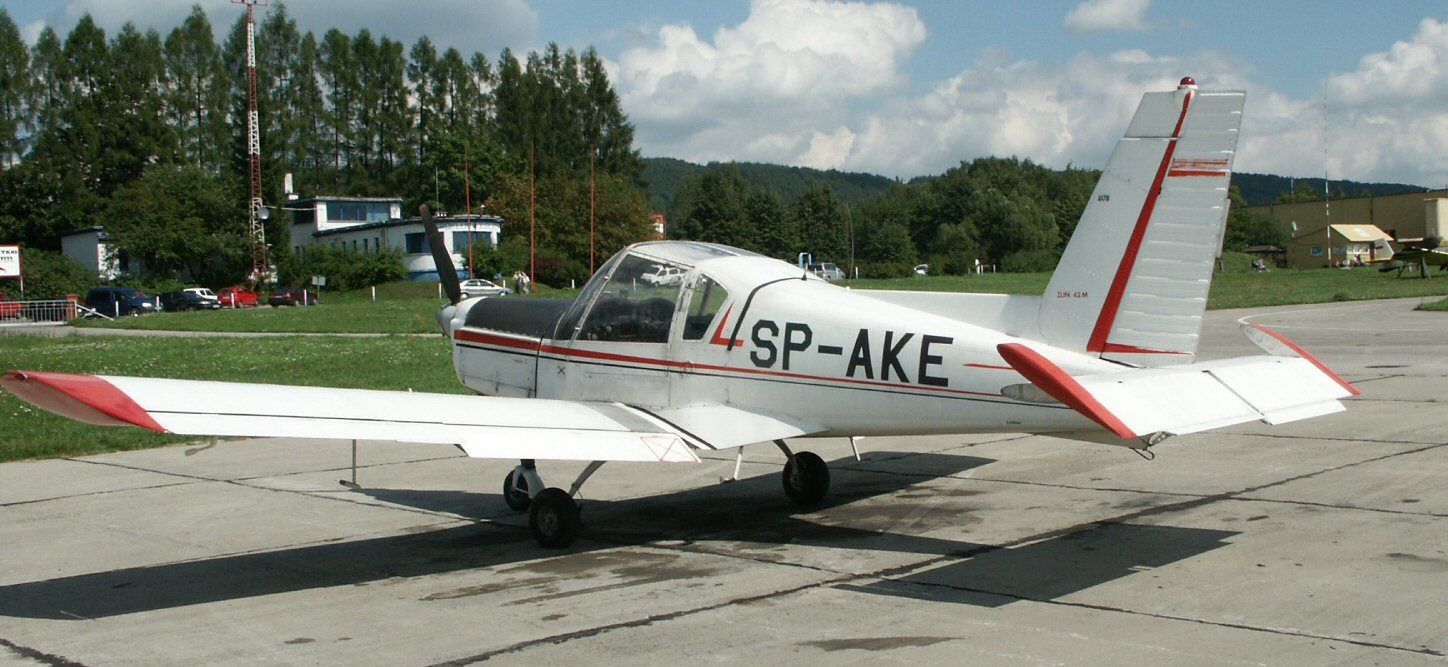
Z-42M SP-AKE
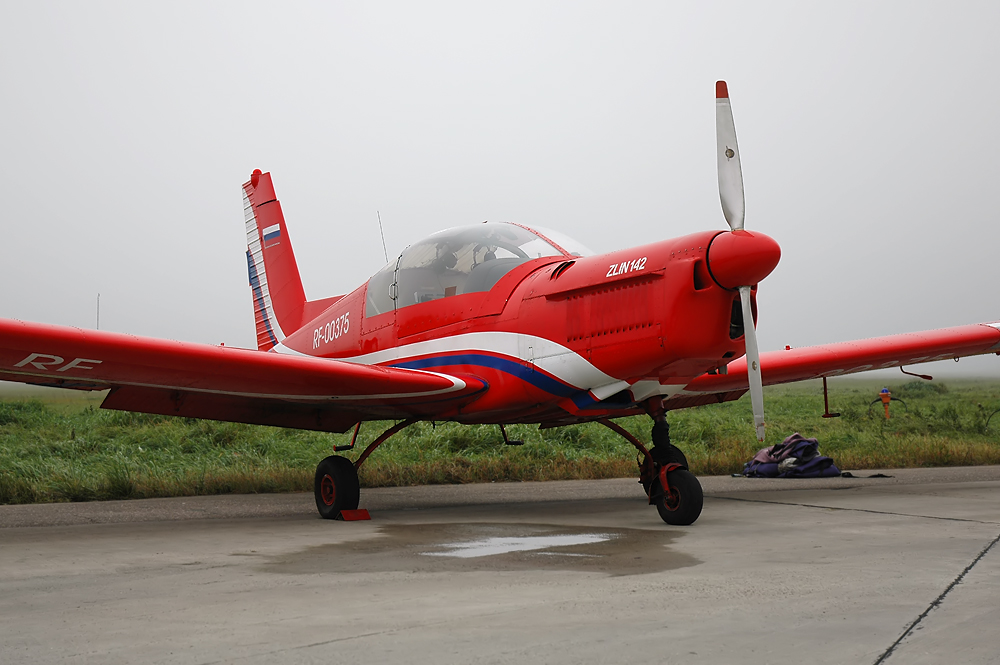
Z-142 RF-00375
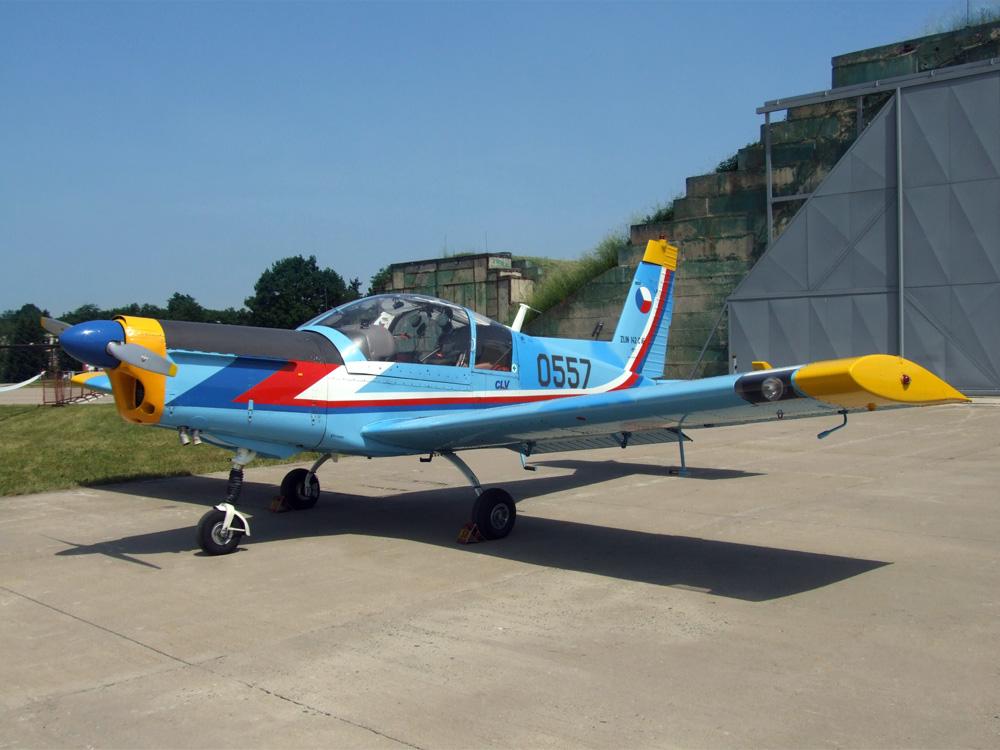
Zlin Z-142C AF 0557 (Centrum leteckého výcviku)